# Dohlenhäher
Die Dohlenhäher (Cyanolyca) sind eine Gattung der Rabenvögel (Corvidae). Sie umfassen mittel- und südamerikanische Arten, die sich ökologisch und morphologisch alle stark ähneln. Dohlenhäher sind kleine bis sehr kleine Vertreter ihrer Familie und zeichnen sich durch ihr tiefblaues Körpergefieder und ihre schwarze Gesichtsmaske aus. Ihr Verbreitungsgebiet reicht vom südlichen Mexiko bis in die Zentralanden. Dort bildet der feuchte Misch- und Nebelwald der Tropen und Subtropen ihren Lebensraum. Die Nahrung der Vögel besteht aus Gliederfüßern, Beeren sowie bisweilen Eiern und kleinen Wirbeltieren und wird von ihnen allein, in Paaren oder kleinen Trupps gesucht und aufgelesen. Das schüsselförmige Nest wird im Geäst von Bäumen gebaut, das Weibchen bebrütet das Gelege allein.
Die Gattung Cyanolyca wurde 1851 von Jean Louis Cabanis aufgestellt. Sie entsprang einer frühen Radiation der Rabenvögel in Amerika und ist das Schwestertaxon aller anderen Neuwelthäher. Ihr werden derzeit neun Arten zugerechnet, die sich auf zwei große Entwicklungslinien aufteilen. Die Dohlenhäher gelten insgesamt als spärlich erforscht, insbesondere im Hinblick auf Ernährung, Brut, Sozialverhalten und Bestand. Durch Rückgang ihres Lebensraumes schwindet der Bestand mehrerer Arten; der Zwerghäher (C. nanus) und der Weißkehlhäher (C. mirabilis) gelten als bedroht.

## Merkmale

### Körperbau und Färbung

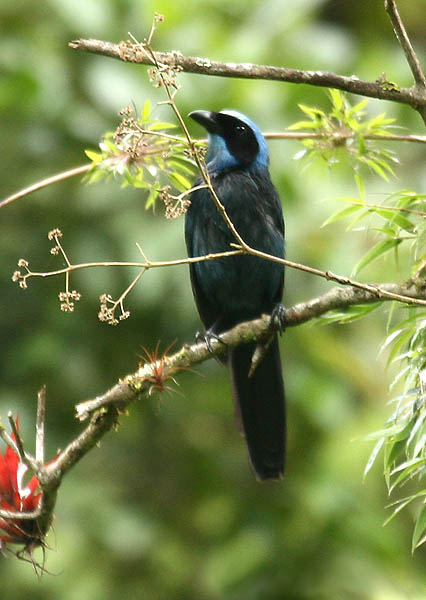
Der Schmuckhäher (C. pulchra) zeigt mit mittellangem Schnabel und Schwanz, schwarzer Gesichtsmaske und blauem Körpergefieder die für alle Dohlenhäher charakteristischen äußeren Merkmale

Dohlenhäher sind sehr kleine Rabenvögel mit 20–34 cm Körperlänge, 11–17 cm Schwanzlänge, 40–210 g Körpergewicht und insgesamt sehr homogenem Körperbau und Aussehen. Mit dem Zwerghäher (C. nanus) gehört der kleinste lebende Rabenvogel zu dieser Gattung. Der Schnabel fällt je nach Art stämmig und kurz oder länglich und schlank aus. Er entspricht dem Grundbauplan der Rabenvögel und bewegt sich mit seinen Proportionen im Mittelfeld dieser Familie. Wie auch alle anderen Neuwelthäher weisen die Dohlenhäher einen vergleichsweise schwachen Oberschnabel mit ausgeprägtem Würgerzahn sowie ein spezielles Kiefergelenk auf, das Stöße besser abfangen kann und so die Meißelfunktion des Unterschnabels unterstützt. Die Ausprägung dieses Merkmals variiert innerhalb der Gattung stark, ist aber insgesamt schwächer als bei abgeleiteten Gattungen der Neuwelthäher wie etwa den Buschhähern (Aphelocoma) oder den Blauraben (Cyanocorax). Zwischen Männchen und Weibchen bestehen keine markanten Unterschiede. 
Das Gefieder der Dohlenhäher zeichnet sich durch einige charakteristische Eigenschaften aus. Alle Arten besitzen eine schwarze Gesichtsmaske, die Stirn, Nasalborsten, Augen, Wangen und Ohren umfasst. Zum Scheitel hin wird sie bei einigen Arten durch einen dünnen weißen Streif abgegrenzt. Die Kehle ist je nach Art weiß, schwarz oder mit variablen Blautönen gefärbt. Scheitel und Hinterkopf zeigen ein helles Türkis bis hin zu einem tiefen, fast schwarzen Dunkelblau. Teilweise ist diese „Kappe“ deutlich vom dunkleren Nacken und Hals abgegrenzt, teilweise umfasst sie beide oder geht in sie über. Das Körpergefieder ist bei allen Dohlenhähern vollständig in Violett-, Türkis- oder Ultramarintönen gehalten. Die Kehl- und Schulterbereiche fallen dabei häufig dunkler aus als das Bauchgefieder und der untere Rücken. Schwung- und Steuerfedern sind oberseitig in ähnlichen Blautönen wie das angrenzende Körpergefieder gefärbt, unterseitig besitzen sie eine dunkle, blauschwarze Tönung. Die Iris ist bei allen Arten dunkelbraun oder rotbraun, Beine und Schnabel sind stets schwarz. Bei Jungtieren ist das Schnabelinnere anfänglich teilweise rosa gefärbt und die Farben des Gefieders matter. 

### Flugbild und Fortbewegung
Dohlenhäher bewegen sich fast ausschließlich im Geäst von Bäumen und Sträuchern und kommen eher selten auf den Boden herab. Im Flug werden meist nur geringe Distanzen zwischen Ästen oder einzelnen Bäumen überwunden. Die Flügelschläge sind dabei rasch, beim Zwerghäher wurden sogar kurze Rüttelflugphasen beobachtet. Kürzere Entfernungen überbrücken Dohlenhäher für gewöhnlich hüpfend, ohne die Flügel zu Hilfe zu nehmen. Alle Arten zeigen ein sehr lebhaftes Bewegungsmuster, das gelegentlich von Ruhephasen zur Nahrungsaufnahme, für Kontaktrufe oder zur Ausschau unterbrochen wird. 

### Lautäußerungen
Die Rufe der Dohlenhäher sind in der Regel hoch und oft nasal. Ein Großteil der Rufe ist einsilbig, mehrere Arten geben aber auch schnelle, stakkatoartige Rufserien von sich. Bei einem Teil der Gattung dienen die Lautsilben wiek! und schree zum Alarm oder der Kommunikation in kleinen Gruppen. In dieser Hinsicht ähneln die Dohlenhäher den teilweise sympatrischen Buschhähern, ihre Stimme klingt jedoch insgesamt sanfter und melodischer. 
Während das akustische Repertoire der Dohlenhäher – ausgehend von den mittelamerikanischen Arten – früher als vergleichsweise klein und wenig komplex galt, zeichneten spätere Studien ein differenzierteres Bild. Ausschlaggebend dafür war vor allem eine Studie zu den Lautäußerungen des südamerikanischen Halsbandhähers (C. armillata) von 1967, die eine Vielzahl an verschiedenen Rufen und Kombinationen offenbarte. Spätere Autoren kamen zu dem Schluss, dass Ähnliches auch für den Blaukehlhäher (C. viridicyanus) gilt. 

## Verbreitung und Wanderungen
Die kleinräumigen Artareale der Dohlenhäher verteilen sich über die Gebirgsrücken Mittel- und Südamerikas. Am weitesten nördlich stößt der Blaukappenhäher (C. cucullata) vor, dessen Verbreitungsgebiet von der nördlichen Sierra Madre de Chiapas bis zu deren südöstlichem Ende reicht und ein weiteres, disjunktes Areal in der Cordillera de Talamanca umfasst. Entlang der Südwestküste Mexikos lebt der Weißkehlhäher (C. mirabilis) in zwei voneinander getrennten Arealen, weiter nordwestlich ist der Zwerghäher (C. nanus) teilweise mit dem Blaukappenhäher sympatrisch. Auch der Schwarzkehlhäher (C. pumilo) ist in der südöstlichen Sierra Madre de Chiapas gemeinsam mit dem Blaukappenhäher anzutreffen. Gleiches gilt für den Silberhäher (C. argentigula) in der Cordillera de Talamanca. 

Verbreitung der mittelamerikanischen Dohlenhäher. Weiträumige Einschnitte in der Landschaft und Wetterscheiden trennen nahe verwandte Arten voneinander.

In Südamerika beschränkt sich das Verbreitungsgebiet der Gattung auf die Anden. Der Halsbandhäher (C. armillata) bewohnt mit der Cordillera de Mérida, der kolumbianischen Cordillera Oriental und, davon getrennt, der Cordillera Central den Nordteil des Gebirges. Durch den Río Cauca wird dieses Verbreitungsgebiet von dem des Schmuckhähers (C. pulchra) in der Cordillera Occidental getrennt. Die Verbreitungsgebiete beider Arten reichen bis ins nördliche Ecuador, wo sie sich mit dem des Türkishähers (C. turcosa) überschneiden. Dieser dringt südwärts bis zum Oberlauf des Río Marañón vor, auf dessen Südwestseite er vom Blaukehlhäher (C. viridicyanus) abgelöst wird. Das Artareal des Blaukehlhähers erstreckt sich von dort, unterbrochen von den Senken des Río Apurímac und des Titicacasees, südwestwärts bis etwa 17° S 67° W. 

Verbreitung der Dohlenhäher in Südamerika. In den Anden sind trockene Flusstäler die entscheidende Barriere zwischen benachbarten Arten und Populationen.

Nächstverwandte Arten leben meist allopatrisch und werden durch klimatisch-topografische Gegebenheiten voneinander getrennt. Im Falle der mittelamerikanischen Dohlenhäher sind dies vor allem der Isthmus von Tehuantepec und die Tiefebenen von Nicaragua und Panama. In Südamerika fungieren vor allem größere Flussläufe und ihre relativ trockenen Täler als Barrieren zwischen den Verbreitungsgebieten verschiedener Arten und Populationen. Diese heute vergleichsweise kleinen geografischen Hindernisse waren wahrscheinlich ausschlaggebend für die Artbildung innerhalb der Gattung.  Dohlenhäher sind Standvögel, je nach Jahreszeit unternehmen einigen Arten aber möglicherweise Höhenwanderungen.

## Lebensraum
Alle Arten der Gattung Cyanolyca sind auf feuchte Wälder verschiedenen Typs angewiesen. In Mittelamerika sind die bewohnten Wälder vor allem von Eichen (Quercus spp.) und gemäßigtem bis subtropischem Klima geprägt. Mischwälder unterschiedlicher Zusammensetzung werden hier bevorzugt, der Blaukappenhäher (C. cucullata) kommt aber auch in halboffenem Eichenparkland vor. In Südamerika stellen tropische und subtropische Laubwälder das Habitat. 

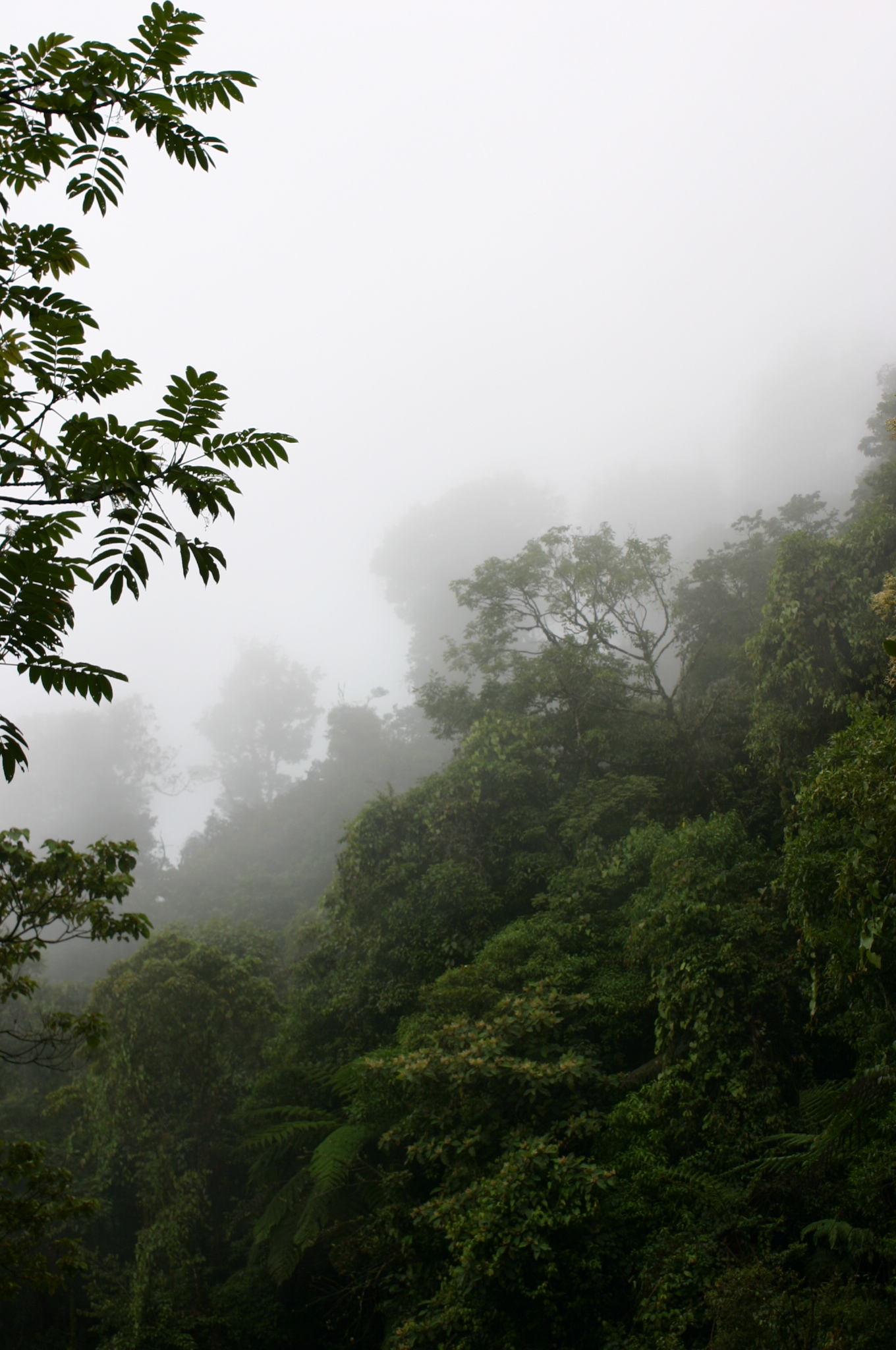
Die dichten, feuchten Wälder der Madrean Pine-Oak Woodlands bilden einen Lebensraum der mexikanischen Dohlenhäher.

Ausschlaggebend für die Eignung eines Waldes ist vor allem sein Mikroklima: Trockene, leeseitig gelegene Lebensräume werden kaum genutzt, favorisiert werden dagegen Wälder mit hoher Luftfeuchtigkeit und dichtem Epiphytenbewuchs. Einige Arten suchen zudem die Nähe von Süßwasser, etwa von Bachläufen, Tümpeln oder Sümpfen. Dohlenhäher bewegen sich für gewöhnlich in den Randbereichen der Wälder oder in der lichteren Sekundärvegetation, seltener im dichten Waldesinneren. 

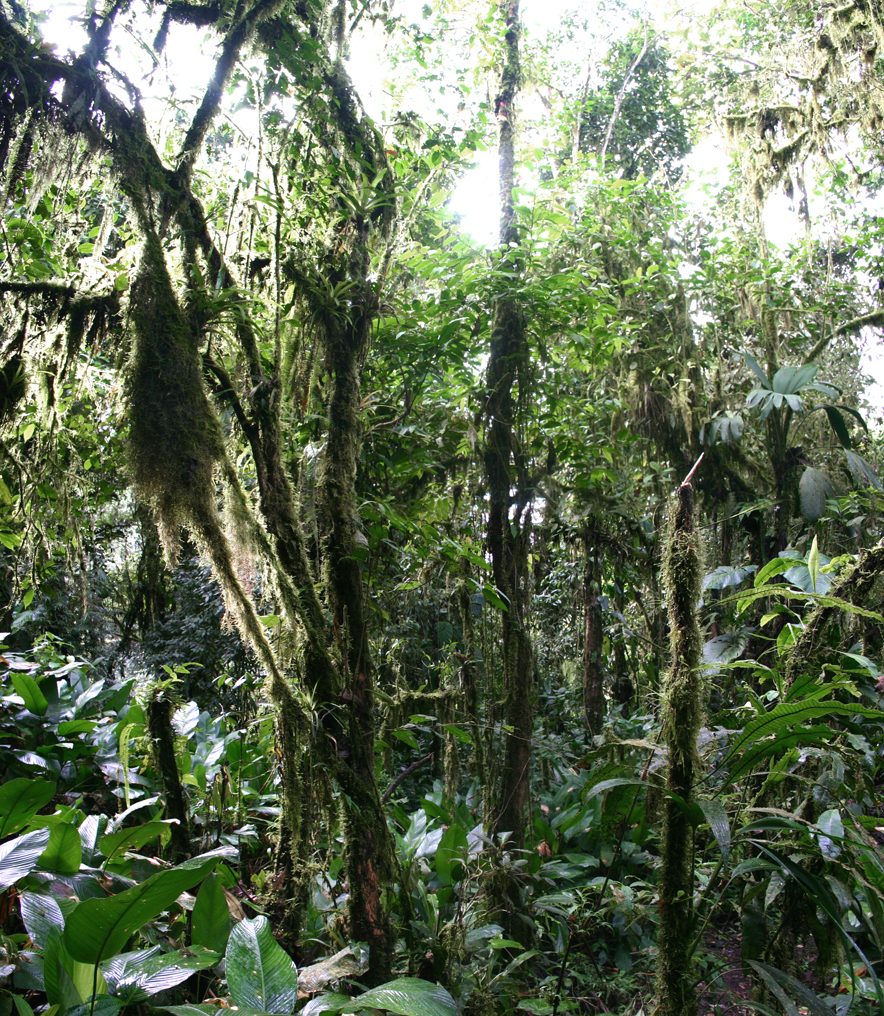
Tropischer Nebelwald, hier im ecuadorianischen Nanegal, ist das charakteristische Habitat der südamerikanischen Dohlenhäher

Typische Arten der von Cyanolyca bewohnten Wälder sind in Mittelamerika neben Eichen und Kiefern vor allem Amberbäume (Liquidambar spp.), Tulpenbäume (Liriodendron spp.), Linden (Tilia spp.) und Steineiben (Podocarpus spp.). Leitvogelart ist hier neben den Dohlenhähern der Laucharassari (Aulacorhynchus prasinus).  In Südamerika sind typische Pflanzenarten der tiefer gelegenen Habitate etwa Rote Chinarindenbäume (Cinchona pubescens), Bambus (Bambuseae spp.) oder Baumfarne. In höheren Lagen der Anden dominieren dagegen Polylepis-Arten. 
Ihr Lebensraum bindet die Gattung an montane Höhenstufen. Die meisten Dohlenhäher bevorzugen Lagen zwischen 1200 und 3000 m, nur Blaukappenhäher und Schmuckhäher (C. pulchra) sind auch in Lagen zwischen 800 und 1200 m anzutreffen. Mit 4000 m stößt der Halsbandhäher (C. armillata) vertikal am weitesten vor.  Wo verschiedene Cyanolyca-Arten sympatrisch vorkommen, weichen sie häufig in unterschiedliche Höhenlagen aus oder besetzen verschiedene Bereiche des gleichen Ökosystems, etwa das Waldesinnere und den Waldrand.

## Lebensweise

### Ernährung
Dohlenhäher ernähren sich überwiegend von Insekten und anderen Wirbellosen. Daneben spielen bei einigen Arten auch Beeren eine Rolle. Beobachtungen zu Vogeleiern, Fröschen, Salamandern und Eidechsen in der Nahrung einiger Arten deuten auf ein weitgehend opportunistisches Fressverhalten hin. Während andere Neuwelthäher häufig Nüsse fressen, sind diese als Nahrung von Dohlenhähern nicht belegt. Der Zwerghäher (C. nanus) ernährt sich nach bisherigen Kenntnissen ausschließlich von tierischer Nahrung; Früchte oder Beeren wurden in seinem Magen nicht gefunden. 

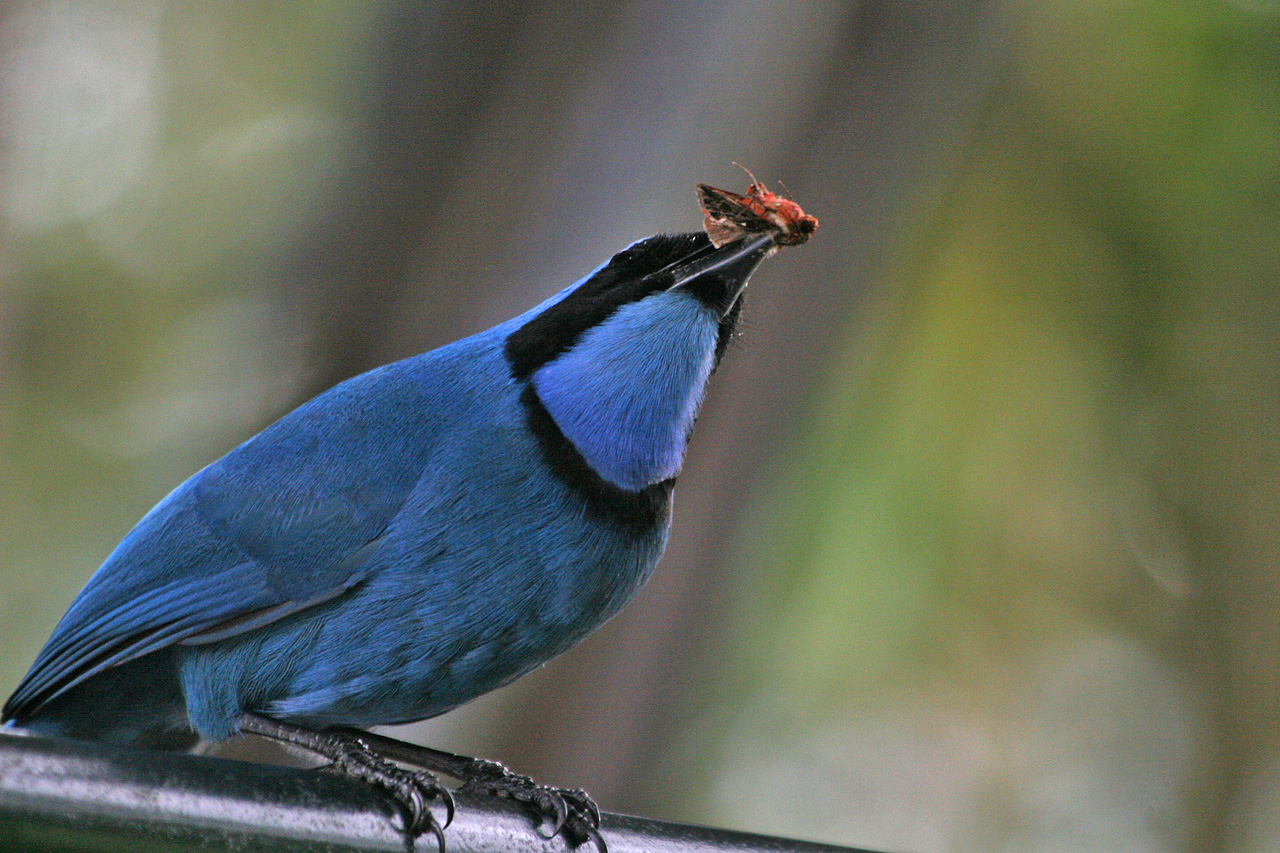
Ein Türkishäher (C. turcosa) hat einen Eulenfalter erbeutet. Insekten und andere Wirbellose stellen eine wichtige Nahrungsquelle für die Dohlenhäher dar.

Dohlenhäher suchen ihre Nahrung in verschiedenen Ebenen des Waldes. Die meisten Arten bewegen sich hauptsächlich im Kronen- und Unterkronenbereich von Bäumen, einige bevorzugen jedoch niedrigere Ebenen oder das Unterholz. Sympatrische Cyanolyca-Arten nutzen bei der Nahrungssuche Feldbeobachtungen zufolge unterschiedliche Bereiche des gemeinsamen Habitats. Dohlenhäher suchen ihre Nahrung, indem sie die Epiphyten-Vegetation der Baumkronen mit dem Schnabel durchsuchen und ihn in kleine Öffnungen stecken, um sie dann schnabelsperrend zu erweitern. Dieses „Zirkeln“ genannte Verhalten ist typisch für Rabenvögel. Pflanzengallen werden gezielt geöffnet und die darin befindlichen Eier oder Larven gefressen. Ameisenschwärme werden ebenfalls als Nahrungsquelle genutzt. Stücke, die zu groß zum Schlucken sind, werden mit einem Fuß festgehalten und mit dem Schnabel bearbeitet. Unterschiede gibt es bei der Nahrungssuche bezüglich der Gruppengröße. Während einige Arten stets einzeln oder in Paaren nach Nahrung suchen, finden sich andere zu kleinen Verbänden zusammen oder schließen sich gemischten Schwärmen von Vögeln an.

### Sozial- und Territorialverhalten
Im Vergleich mit anderen Rabenvögeln gelten Dohlenhäher als mäßig sozial. In Feldbeobachtungen reagierten mittelamerikanische Arten nicht auf nachgeahmte Alarmrufe. Die von Dohlenhähern gebildeten Schwärme umfassen nur wenige Vögel. Lediglich nach dem Ende der Brutsaison können sich bei einigen Arten Gruppen von bis zu 30 Vögeln zusammenfinden. Diese Gruppen bilden dann auch Schlafgemeinschaften, in denen die einzelnen Vögel nahe beieinander schlafen. Revierverhalten wurde bisher bei keiner Art beobachtet. 

### Fortpflanzung und Brut
Die Brutbiologie der Dohlenhäher ist nur lückenhaft erforscht. Für einige Arten liegen gar keine Berichte über die Brut vor. So ist unklar, ob in der Gattung Einzelbruten oder kooperative Bruten die Regel sind. Beobachtungen von mehr als zwei adulten Vögeln an einem Gelege deuten zumindest bei einigen Arten auf letzteres hin. Die Nester der Gattung sind relativ schlichte, halbkugelige Konstruktionen aus dünnen Zweigen, Flechten oder Nadeln. Bisher beschriebene Nester hatten einen Außendurchmesser von 19–33 cm und werden häufig zusätzlich mit weichen Materialien umhüllt. Die Vögel platzieren sie einige Meter hoch in Baumkronen oder Astgabeln. Beide Geschlechter beteiligen sich am Nestbau. Beobachtungen von drei adulten Türkishähern, die am gleichen Nest bauten, legen zumindest für diese Art die Existenz von Bruthelfern nahe. Das Gelege aller bisher untersuchten Arten besteht aus zwei bis drei blaugrünen, dunkel gesprenkelten Eiern, die vom Weibchen allein bebrütet werden, während es vom Männchen mit Nahrung versorgt wird. Die Zeit bis zum Schlupf der Nestlinge beträgt jeweils 20 Tage. Die Nestlinge werden anschließend von beiden Eltern gefüttert. 

## Systematik und Entwicklungsgeschichte

### Forschungsgeschichte und Taxonomie

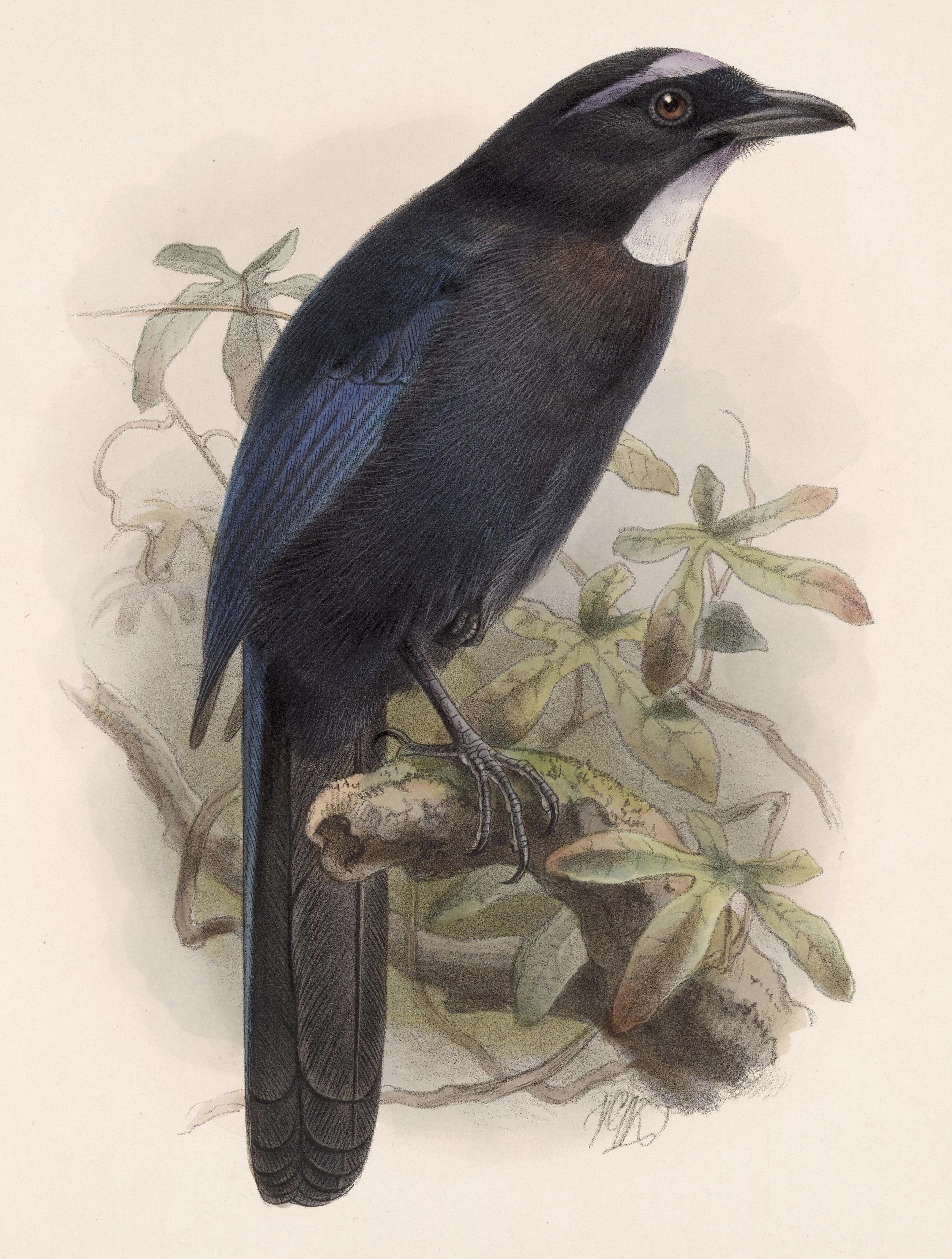
Eine der frühesten wissenschaftlichen Zeichnungen eines Dohlenhähers: Ein Silberhäher (C. argentigula) von John Gerrard Keulemans (1884)

Die Gattung der Dohlenhäher wurde 1851 von Jean Louis Cabanis erstbeschrieben. Er veröffentlichte die Erstbeschreibung im ersten Band des Museum Heineanum, einer von ihm verfassten Übersicht über die Balgsammlung des Beamten Ferdinand Heine aus dem preußischen Halberstadt. Cabanis nannte als Unterschied zu den Blauelstern (Cyanopica) und den Schopfhähern (Cyanocitta), von denen er sie abtrennte, „stärkern Schnabel, bürstenartige Stirnfedern u.s.w.“ und stellte sie gleichzeitig in die Nähe der Blauraben (Cyanocorax). Als lateinischen Gattungsnamen wählte er Cyanolyca, eine Kombination aus den griechischen Begriffen κυανός kyanos („(dunkel-)blau“) und λύκος lykos („dohlenartiger Vogel“). Als deutschen Namen gab er, ebenfalls in Anlehnung an die Dohle, „Dohlenheher“ an.  Typusart der Gattung ist der Halsbandhäher (C. armillata). Er wurde als solcher nicht von Cabanis genannt, sondern erst 1855 im Nachhinein von John Edward Gray festgelegt.
Der Blaukehlhäher (C viridicyanus) wurde 1832 als erste, der Weißkehlhäher (C. mirabilis) als letzte der Dohlenhäher-Arten beschrieben. Die bislang letzten Unterarten wurden 1951 erstbeschrieben. Erste umfassende Studien zur Gattung Cyanolyca führte erstmals zu Beginn der 1960er Jahre John William Hardy durch, ein US-amerikanischer Ornithologe. Während er zunächst unschlüssig über das Verwandtschaftsverhältnis der Dohlenhäher zu den anderen amerikanischen Gattungen war, bewogen ihn, Erkenntnisse über ihre Lautäußerungen sowie morphologische Merkmale, die Dohlenhäher als Untergattung der Buschhäher (Aphelocoma) zu behandeln. Hardy trug auch zur Kenntnis des Sozialverhaltens und der Habitatnutzung mehrerer mittel- und südamerikanischer Arten bei. Erste Hypothesen zur inneren Systematik stellte kurz darauf Derek Goodwin auf, wobei er sich vor allem auf Gefiedermerkmale bezog. Richard Zusi konnte 1987 erstmals die Monophylie der Dohlenhäher und ihre Zugehörigkeit zu den Neuwelthähern eindeutig anhand ihres Kiefergelenkaufbaus demonstrieren. Die genauen äußeren und inneren Verwandtschaftsverhältnisse der Gattung beschrieben schließlich 2007 und 2009 A. Townsend Peterson und Elisa Bonaccorso anhand von DNA-Untersuchungen. Als unzureichend erforscht gelten nach wie vor Sozial- und Brutverhalten sowie der Bestand und die Ernährung der meisten Arten.

### Äußere Systematik
Wie alle rein amerikanischen Rabenvogelgattungen gehören auch die Dohlenhäher zu der Gruppe der Neuwelthäher. Der gemeinsame Vorfahre dieser Gattungen ähnelte wahrscheinlich den Blauelstern (Cyanopica) und erreichte vor 8–10 Millionen Jahren im späten Miozän von Asien aus Nordamerika, als zwischen beiden Kontinenten eine bewaldete Landbrücke mit warmem Klima bestand. Die Gattung Cyanolyca stellt eine relativ ursprüngliche Entwicklungslinie der Neuwelthäher dar und ist das Schwestertaxon einer Klade, die von Blauraben, Schopfhähern, Nacktschnabelhäher (Gymnorhinus cyanocephalus) und Buschhähern gebildet wird. Die Dohlenhäher spalteten sich in Mittelamerika vom Vorläufer dieser Klade ab, spezialisierten sich auf Hochlagen und erreichten später von dort aus Südamerika. 

### Innere Systematik
Die neun Arten der Gattung Cyanolyca verteilen sich auf zwei große Entwicklungslinien, deren Ursprung in Mittel- respektive Südamerika liegt. Beide Kladen trennten sich vermutlich erst nach der Entstehung des Isthmus von Panama vor 3,1 Millionen Jahren. Die weitere Auffächerung der beiden Entwicklungslinien in die heute existierenden Arten erfolgte erst im Anschluss daran. 
Die vier kleinen mittelamerikanischen Arten – die sogenannten „Zwerghäher“ – teilen sich wiederum auf zwei Kladen auf: Einerseits Zwerghäher und Weißkehlhäher, andererseits Schwarzkehlhäher und Silberhäher. Beide Entwicklungslinien werden durch den Isthmus von Tehuantepec voneinander getrennt, einer geographischen Barriere, die wahrscheinlich ausschlaggebend für die Kladogenese war. In Südamerika kam es zu einer Radiation, die in einer „Hochlandklade“ – Halsbandhäher, Türkishäher und Blaukehlhäher – entlang der westlichen Anden und zwei Tieflandformen – Schmuckhäher und Blaukappenhäher – im nördlichen Südamerika resultierte. Der Vorfahre des Blaukappenhähers gelangte von Südamerika wieder zurück nach Mittelamerika. Die Aufspaltung in die heute neun anerkannten Arten erfolgte jeweils durch die Isolation einzelner Populationen durch trockene Flusstäler, Tiefländer und Senken während des Pleistozäns. DNA-Untersuchungen deuten darauf hin, dass sich die durch den Río Apurímac getrennten Populationen des Blaukehlhähers (C. viridicyanus) so stark voneinander unterscheiden, dass beiden Populationen Artstatus zukommt. Die Population nördlich des Flusses wäre damit als Cyanolyca jolyaea eine zehnte Art der Dohlenhäher. 

## Gefährdung
Von den neun Cyanolyca-Arten gelten der Zwerghäher und der Weißkehlhäher nach Ansicht von BirdLife International als bedroht (vulnerable), einige mexikanische Ornithologen fordern für beide sogar eine Einstufung als stark gefährdet (endangered). Die Populationen beider Arten litten in der Vergangenheit unter dem intensiven Holzeinschlag in ihren Lebensräumen. Als Konsequenz dieser Lebensraumzerstörung gingen sowohl die Bestände als auch die Verbreitungsgebiete beider Arten zurück. Ähnlich, wenn auch weniger gravierend, stellt sich die Situation beim südamerikanischen Schmuckhäher dar, der auf der Vorwarnliste (near threatened) von BirdLife steht. 